# Ralf Scholt

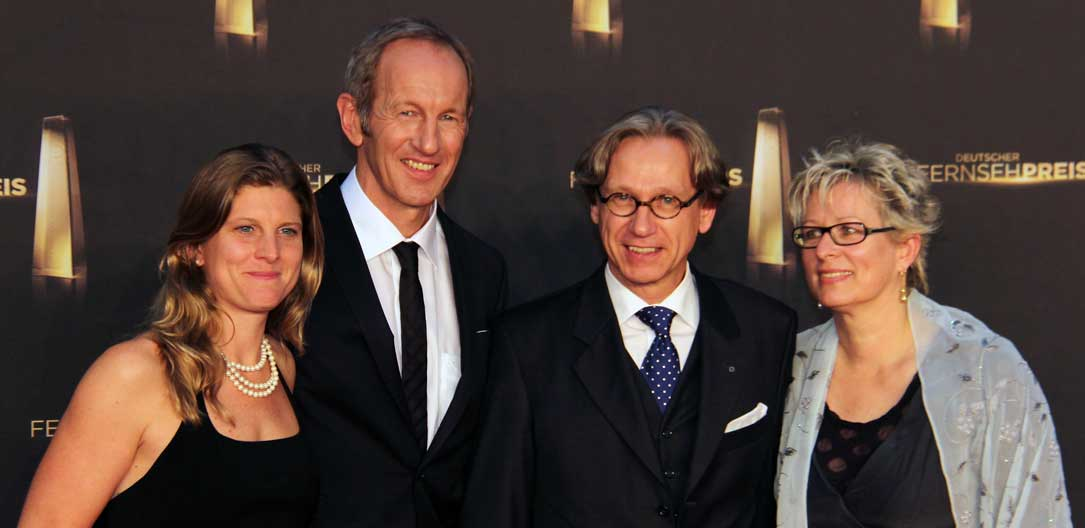
Ralf Scholt (2. v. l.) beim Deutschen Fernsehpreis 2012

Ralf Scholt (* 13. Januar 1964 in Dorsten) ist ein deutscher Sportjournalist. Er arbeitet als Kommentator und Moderator für die ARD-Sportschau und den Hessischen Rundfunk.

## Werdegang
Scholt studierte an der Deutschen Sporthochschule Köln. Anschließend begann er seine journalistische Laufbahn als freier Mitarbeiter in der Sportschau-Redaktion des Westdeutschen Rundfunks. Seit 1994 moderiert er zahlreiche Sportsendungen für den WDR und den Hessischen Rundfunk. Für die ARD kommentiert Ralf Scholt die Fußball-Bundesliga für die Sportschau und seit 1999 alle Leichtathletik- und Eisschnelllauf-Übertragungen. Außerdem moderiert er zusammen mit Expertin Franziska van Almsick alle Schwimmübertragungen im Ersten.
Von November 2004 bis Ende 2019 war Scholt Sportchef des Hessischen Rundfunks und ist dort einer der Moderatoren der Sportsendung heimspiel!.
Unter der Leitung von Scholt überträgt der Hessische Rundfunk seit 2009 die Triathlon Ironman WM von Hawaii als einziger Fernsehsender weltweit live im TV.
Seine Redaktion hr-Sport ist seit 2013 die erste trimediale Sportredaktion der ARD, damit ist Scholt für Hörfunk, Fernsehen und Online-Sport im Hessischen Rundfunk verantwortlich.
Scholt kommentierte 2008, mit Sandra Maischberger, 2010 in Vancouver, mit Jens-Jörg Rieck, 2014 in Sotschi, mit Eberhard Nembach und 2016 in Rio de Janeiro, mit Tom Bartels, jeweils die Eröffnungsfeier der Olympischen Spiele für die ARD.
2012 war er zusammen mit sechs anderen Sportjournalisten für die Berichterstattung von den Olympischen Sommerspielen für den Deutschen Fernsehpreis nominiert. Bei der Fußball-Weltmeisterschaft 2014 in Brasilien war Scholt für das Erste als Stadionreporter im Einsatz.
Ende 2018 gab Scholt nach 15 Jahren die Leitung der HR-Sportredaktion auf eigenen Wunsch ab, um sich in Zukunft vermehrt auf die aktuelle Berichterstattung zu konzentrieren.
Seit Mai 2020 betreibt er zusammen mit dem Marathonprofi Philipp Pflieger den Podcast Bestzeit.